# Stubben (Nedersaksen)
Stubben is een voormalige gemeente in de Duitse deelstaat Nedersaksen. De gemeente maakte deel uit van de samtgemeinde Beverstedt in het landkreis Cuxhaven. De gemeente werd opgeheven per 1 november 2011 en ging toen op in de nieuwe eenheidsgemeente Beverstedt.
- Gemeinsame Normdatei: 2070389-2
- Virtual International Authority File: 244611253